# Sommer-Paralympics 2008/Teilnehmer (Usbekistan)
| stlisierte Goldmedaille | stlisierte Silbermedaille | stlisierte Bronzemedaille |
| ----------------------- | ------------------------- | ------------------------- |
| —                       | —                         | —                         |

Usbekistan nahm mit zwei Sportlern an den Sommer-Paralympics 2008 im chinesischen Peking teil.
Fahnenträger war der Powerlifter Ravil Diganshin, der auch das beste Ergebnis erreichte mit einem 10. Platz in der Klasse bis 100 Kilogramm.

## Teilnehmer nach Sportarten

### Powerlifting (Bankdrücken)
Männer
- Ravil Diganshin

### Schwimmen
Männer
- Farhod Sayidov